# 씰 (가수)
씰(Seal, 1963년 2월 19일 ~ )은 잉글랜드의 소울, R&B 가수 겸 작곡가이다. 1994년 히트곡 〈Kiss From a Rose〉으로 3개 부분의 그래미 상을 수상하였다.

## 어린 시절
런던 북부의 킬번(Kilburn)에서 나이지리아인 어머니와 브라질인 아버지 사이에서 태어났다. 그의 이름 "올루세군(Olusegun)"은 요루바어로 "하나님은 승리적이다"를 의미한다. 그는 웨스트민스터 구역에서 수양 부모에 의하여 자라왔다. 건축학에서 2년 졸업 증서를 받았고, 런던 지역에서 여러 가지 일을 하면서 지냈다. 그의 얼굴에 생긴 상처는 홍반성 낭창에 의하여 남겨졌다고 한다.

## 음악 경력
지방 클럽과 술집 등에서 짧은 기간 동안 노래를 부른 후에 1980년대 초반 영국의 펑키 밴드 푸시(Push)에 가입하여, 그들과 함께 일본에서 순회 공연을 가졌다. 아시아에서 음악 활동을 가지면서, 태국에서 블루스 밴드에 가입하였으며 해체 후에는 독자적으로 인도를 여행하였다.
귀국 후, 음악 제작자 애덤스키를 만나 1990년 데뷔곡 〈Killer〉를 발표하였다. 그 싱글곡은 영국에서 1위를 도달하였다. ZTT 레코드사와 계약을 맺고 데뷔 앨범 《Seal》을 발매하였다. 비평적인 그 앨범에는 〈Crazy〉와 〈Future Love Paradise〉등의 싱글곡들이 수록되었다.
1992년 4월 프레디 머큐리 추모 공연에서 퀸의 1986년곡 〈Who Wants To Live Forever〉를 불렀다.
1994년의 그의 2집 앨범(전 앨범과 동명)이 발표되었다. 첫 싱글 〈Prayer for the Dying〉는 빌보드 차트에서 21위를 차지하였다. 둘째 싱글 〈Newborn Friend〉는 올해의 앨범에서 그래미 상 후보에 올랐으며, 1995년 영화 《배트맨 포레버》의 주제가로 알려진 셋째 싱글 〈Kiss From a Rose〉는 그래미 상에서 올해의 레코드 상, 1996년 올해의 곡 상을 수상하였다. (1995년 8월 후순에 빌보드 핫 100에서 톱을 차지하였다)
1997년 워너 브라더스와 계약을 맺고 1998년 3집 앨범 《Human Being》을 발표하였다. 그 앨범은 그의 인생에서 격한 시간들을 그린 것으로 알려졌으며, 발매된지 2개월 후에 RIAA에 의하여 골드 레코드상을 받았다. 그 앨범은 3개의 싱글곡 - 〈Human Beings〉, 〈Latest Craze〉, 〈Lost My Faith〉를 공급하였다.
2001년 《Togetherland》발표를 선언하였지만 오래끈 공식적 제작 후에 그 앨범은 취소되었다. 공식적으로 실은 그 앨범을 등급에 올리지 못하였다는 것이었다. 싱글곡 〈This Could Be Heaven〉은 미국에서 발표되었으며 《The Family Man》의 사운드트랙에 수록되어 있다. 2006년 12월 이래 실은 자신이 《Togetherland》앨범으로부터 삭제를 발췌하여 트래킹 다운로드를 위해 이용될 수 있다고 지시하였다.
2003년 4집 앨범을 발표, 미국과 유럽 대륙에서 그를 대중적으로 다시 데려왔다고 한다. 이 앨범에 수록된 싱글곡들은 〈Waiting For You〉, 〈Get It Together〉, 〈Love's Divine〉(2004년 발표, 유럽의 몇 나라에서 큰 히트곡이 됨)이다.
2004년에는 1991년부터 2004년까지의 베스트곡들을 실은 《Best 1991-2004》를 발표하였다. 2007년에 나온 앨범 《System》은 영국에서 11월 12일, 미국에서 11월 13일 각각 발매되었다. 그 앨범의 첫 싱글 〈Amazing〉은 50회 그래미 시상식에서 "최고 남성 보컬 연기상" 후보에 오르기까지 했다.
2008년 6집 앨범 《Soul》은 국제적으로 11월 3일(미국에선 11월 11일)에 발매되었고, 데이비드 포스터에 의하여 제작된 11개의 소울 클래식 곡들이 수록되었다. 2009년에는 대표곡들을 모두 수록한 《Hits》앨범을 발표하였으며, 신곡 〈I Am Your Man〉과 〈Thank You〉가 포함되어있다.
2010년에는 7집 앨범 《Commitment》을 발매, 그 첫 싱글 〈Secret〉이 미국에서 아이튠즈으로 8월 10일, 영국에서 9월 13일이 발표되었다.

## 디스코그래피

### 스튜디오 앨범
- 《Seal》(1991)
- 《Seal II》(1994)
- 《Human Being》(1998)
- 《Seal IV》(2003)
- 《System》(2007)
- 《6:Commitment》(2010)
- 《7》(2015)

### 다른 앨범
- 《Best 1991-2004》(2004)
- 《Live in Paris》(2005)
- 《One Night To Remember》(2006)
- 《Soul》(2008)
- 《Soul Live》(2009)
- 《Live in Brooklyn》(2009)
- 《Hits》(2009)
- 《The Platinum Collection - Seal, Seal II, Soul》(2010)